# Emil Finn
Lars Emil Finn, född 28 december 1878 i Rättvik, död 25 mars 1949 i Stockholm, var en svensk skulptör och målare.
Finn studerade vid Tekniska skolan i Uppsala och i Paris 1913 samt under studieresor till bland annat Tyskland, Danmark och Norge. Tillsammans med sin son Lars ställde han ut i Uppsala 1947. Han var huvudsakligen verksam som porträttskulptör och utförde porträtt för Uppsala universitet. Dessutom utförde han reliefer till gravvårdar för bland andra professorerna Adolf Appellöf, Nils Dunér och Hildemar Hildebrand.
Han var son till fotografen Anders Larsson och Brita Nises och från 1905 gift med Helga Bygdelund samt far till Lars och Anders Finn.